# Tallis Obed Moses
Tallis Obed Moses (Port Vato, 24 ottobre 1954) è un politico vanuatuano, presidente di Vanuatu dal 6 luglio 2017 al 23 luglio 2022.

## Biografia
Moses era originario di Port Vato, West Ambrym. Ha frequentato la scuola elementare dal 1964 al 1967. In seguito ha lavorato per il servizio di insegnamento come insegnante in varie scuole,  prima di frequentare il Tangoa Presbyterian Bible Institute a South Santo nel 1978. Ha studiato a Sydney Collegio missionario e biblico in Australia dal 1980 al 1981 e diplomato in Divinità e Missione. In seguito studiò presso il Centro di formazione del Ministero di Talua tra il 1985 e il 1986, diplomandosi in Teologia. Tornò in Australia nel 1989 e studiò all'Albert Walker College of Evangelism , dove si diplomò nel 1989 con Certificate of Merit.
Moses era anche parroco a Erromango , Ranon a North Ambrym, Luganville e Bamefau. Un pastore di lunga data e un ex moderatore della Chiesa presbiteriana di Vanuatu (eletto nel 2009 e di nuovo nel 2013) dopo aver ricevuto formazione religiosa e istruzione in Australia e Papua Nuova Guinea quando è stato scelto tra 16 candidati dopo quattro turni di votazione (ricevuti 40 voti su 57 dal Collegio elettorale) per succedere a Baldwin Lonsdale, deceduto in carica. Ha smesso di ricoprire la carica di presidente il 23 giugno 2022, per cederla a Nikenike Vurobaravu del partito Vanua'aku Pati.